# Gold penny
Gold penny è una moneta d'oro inglese del XIII secolo. Fu coniata dopo la conquista normanna per ordine di Enrico III. Pesava 3 penny d'argento e ne valeva 20. Ne rimangono solo otto esemplari conosciuti.
Dopo il gold penny le monete d'oro in Inghilterra non furono più coniate fino alla comparsa dell'angel e del noble

## Storia
Fino al regno di Enrico III d'Inghilterra (1216–1272), le necessità monetarie dell'Inghilterra per pezzi di valore superiore al penny (che era all'epoca una moneta d'argento) era soddisfatta almeno in parte dall'uso di monete d'oro e d'argento bizantine o arabe che erano usate da mercanti ed altri uomini d'affari. Tuttavia con lo sviluppo dei commerci sorse la necessità di monete di maggior valore. Nel 1257 Enrico diede incarico al suo orafo, William di Gloucester, di produrre monete d'oro puro.  L'emissione fu coniata in adempimento di un decreto emesso e Chester il 16 agosto 1257.
Il gold penny è stata quindi la moneta prodotta, con un valore di venti penny,
Al dritto era rappresentato il re con la legenda HENRICUS REX III (re Enrico III); il re era raffigurato in trono in abiti regali con lo scettro nella destra e il globo tenuto nella mano sinistra.
Al rovescio croce filettata che arriva fino al bordo della moneta, accantonata da quattro rosette circondate da tre globuli. Intorno WILLEM.ON LVND (varianti LVNDE, LVNDEN), il medagliere e la zecca, Londra.
Il peso era di 42,5 grani troy, pari a 2,9 grammi. Il livello di lavorazione della moneta era decisamente migliore delle altre monete di questo periodo.
William di Gloucester coniò una prima emissione di 466 marchi di oro battendo 37.280 penny d'oro il 27 agosto.
Tuttavia questa monetazione non ebbe successo. Nel novembre 1257 il sindaco ed alcuni dei cittadini più importanti di Londra si recarono da Enrico cui fecero presenti le loro obiezioni. Thomas Carte nella sua General History of England afferma che i cittadini di Londra fecero una manifestazione contro la moneta il 24 novembre dello stesso anno e che:
(Thomas Carte: A general history of England)
Secondo David Carpenter probabilmente la coniazione dei nuovi penny da parte di William di Gloucester fu arrestata prima che di una seconda emissione di 190 marchi, pari a 15.200 penny che doveva essere battuta nell'ottobre 1258.
Sfortunatamente l'emissione era sopravvalutata e così nel 1265 l'oro della moneta valeva 24 penny anziché 20, e così si ritiene che la maggior parte delle monete sia andata fusa per speculazioni private. Visto l'insuccesso della monetazione, le monete d'oro non furono più coniate in Inghilterra fino al regno di Edoardo III.